# Структура Ришат

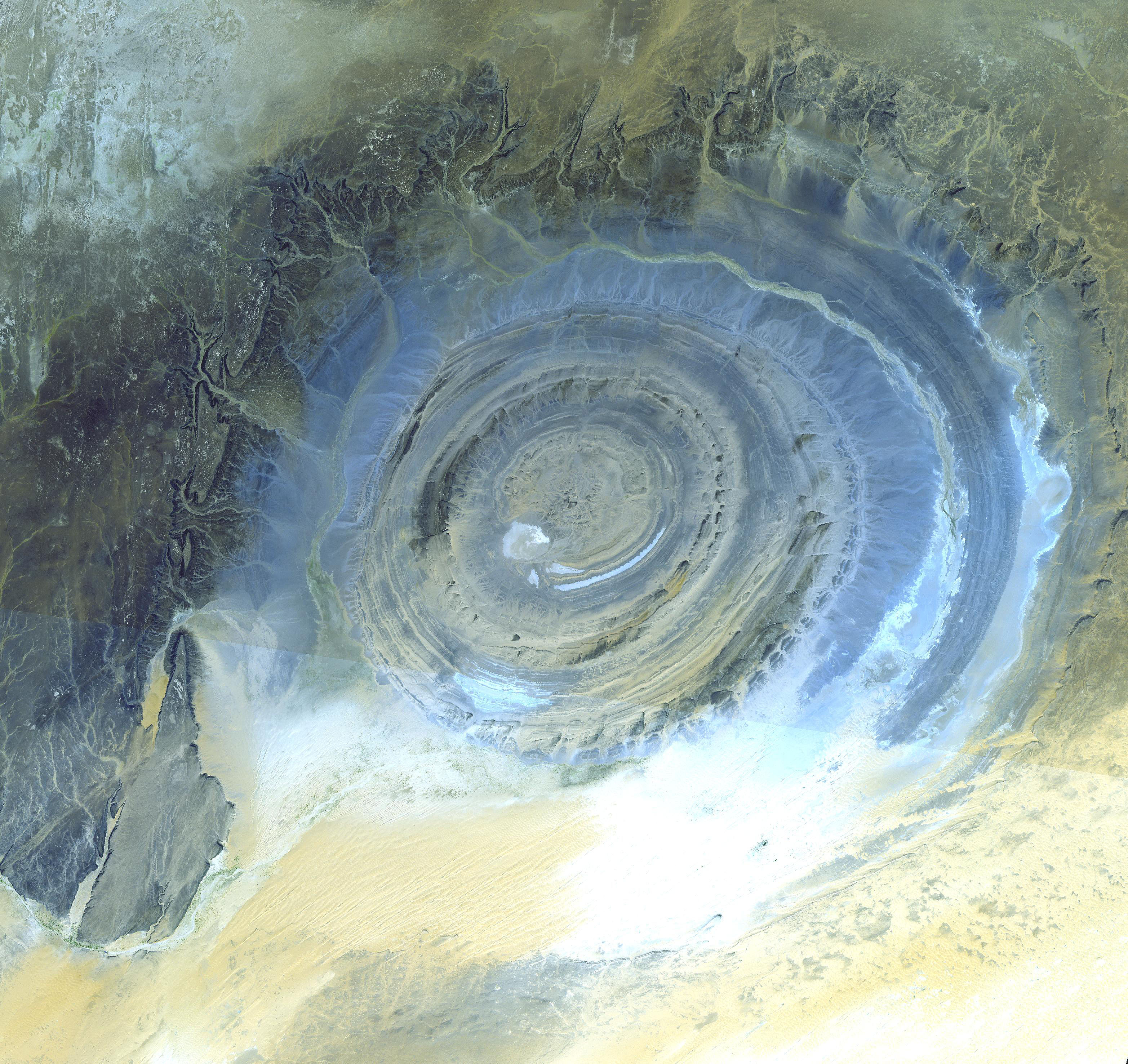
Супутниковий знімок структури Ришат інфрачервоним радіометром ASTER.

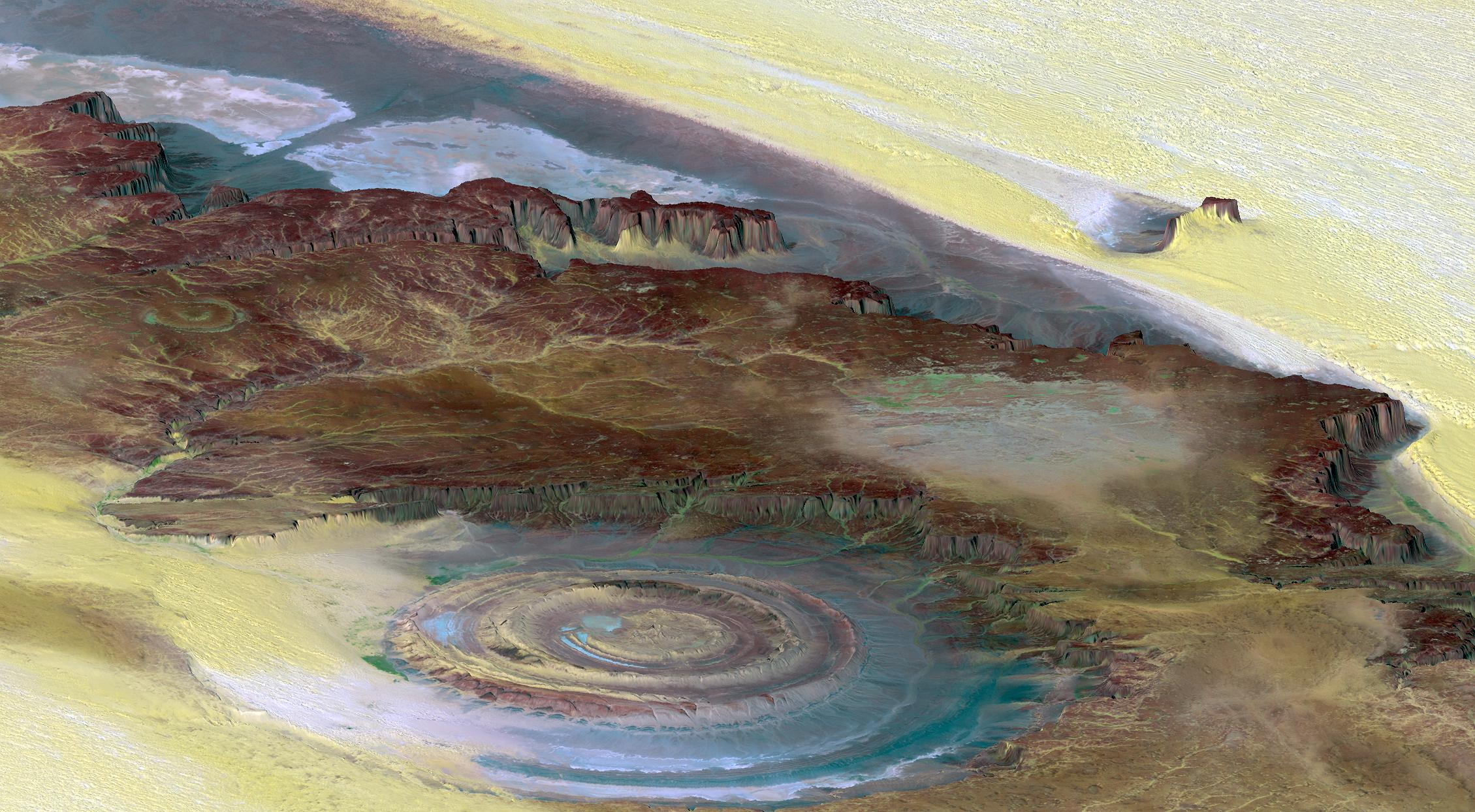
Топографічне моделювання структури Ришат (відношення вертикального мірила до горизонтального 6:1) на основі супутникових знімків. Штучне забарвлення: скельні породи = коричневий, пісок = жовтий/білий, рослинність = зелений, осадові солоні відкладення = блакитний.

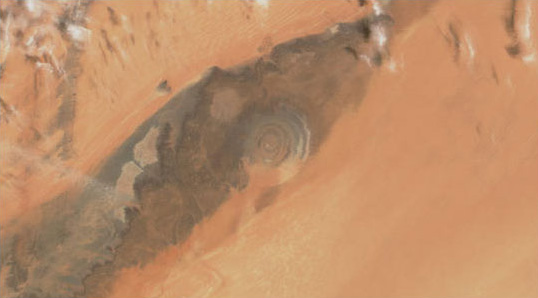
«Око Сахари».

Структура Ришат (Гельб-ер-Ришат; англ. Richat Structure) — геологічна структура з концентричних кіл в мавританській частині (регіон Адрар) пустелі Сахара, поблизу Уадана (фр. Ouadane). 

## Загальний опис
Структура має діаметр близько 38 км і розташована на висоті 400–460 м над рівнем моря. Використовується для орієнтації на поверхні пустелі з часів перших космічних польотів, оскільки вона утворює помітні концентричні кола у депресії Таудені, що нагадують око або мушлю величезного амоніта серед навколишніх одноманітних піщаних просторів. Спостерігалась, зокрема, космонавтом Валентином Лебедєвим на борту космічної станції Салют-7 24 жовтня 1982 року. Регулярно спостерігається з борту МКС.

## Геологія
Структура Ришат утворилась 500–600 млн років тому (вік гірських порід найстарішого кільця). Складається з палеозойських кварцитів. Знайдена інтрузія діабазу.
Спочатку структуру інтерпретували як астроблему, залишену метеоритом. На спростування цієї гіпотези свідчить відсутність ударного метаморфізму гірських порід у центрі структури, що притаманний метеоритним кратерам. Утворення структури в результаті вулканічного виверження також малоймовірне через відсутність куполу з вивержених чи вулканічних порід. Вважається підняттям кругової антикліналі або купола, осадові породи якого було оголено ерозією.
Спираючись на візуальні дані супутникової фотографії структури Ришат, можна з певною часткою впевненості стверджувати, що вона утворилася завдяки грязьовому мегавулкану, що діяв приблизно 500 млн років тому. Вік грязьового вулкана визначається віком зовнішнього кільця. Найперше зовнішнє кільце складається з осадових порід. Воно найраніше вивергалося газовим міхуром грязьового вулкана. Потім викидалися більш глибинні породи, що мають відповідно більший вік. І в самому центрі природно-найдавніша вивергнута порода віком 2,5 млрд років. Там останній застиглий міхур витратив свої сили колись активного грязьового вулкана. Неозброєним оком добре проглядається структура послідовного утворення грязьових кілець з подальшою їх кристалізацією і застиганням.

## Археологія
На території структури знайдено знаряддя праці вимерлих видів людини Homo erectus та Homo heidelbergensis, які мешкали там близько 2 млн років тому.
Деякі дослідники припускають, що структура Ришат надихнула Платона на створення міфу про Атлантиду, де чергувалися кільця води та суші. Скептики зазначають, що хоча в минулому клімат цієї місцевості був вологішим, там ніколи не існувало міст.